# Dovolená s Andělem
Dovolená s Andělem je česká filmová komedie, kterou v roce 1952 natočil režisér Bořivoj Zeman s Jaroslavem Marvanem v titulní úloze.

## O filmu
Gustav Anděl (Jaroslav Marvan) je revizorem dopravního podniku hlavního města Prahy a jako vzorný pracovník je poslán na letní dovolenou do zotavovny Jezerka. Anděl je člověk, který nemá rád lidi, a tak není divu, že se k němu brzy začnou všichni otáčet zády a nekomunikují s ním. Ovšem jemu to nevadí, protože v každém vidí "černého pasažéra". Během dovolené však začne poznávat, že všichni lidé nejsou stejní a pomalu se začíná se všemi přátelit, a to i s Bohoušem Vyhlídkou (Josef Kemr), který mu se svým violoncellem původně lezl na nervy nejvíc.

## Obsazení
| Jaroslav Marvan     | revizor Dopravního podniku Gustav Anděl          |
| Josef Pehr          | údržbář Václav Mašek ze Škody Plzeň              |
| Josef Kemr          | truhlář-modelář Bohouš Vyhlídka z ČKD Sokolovo   |
| Vladimír Ráž        | konstruktér Karel Pavlát                         |
| Jana Dítětová       | svářečka Milada, Pavlátova žena                  |
| František Dibarbora | horník Štefan Palko z Banské Bystrice            |
| Stanislava Seimlová | řidička autobusu Marienka Vaněčková              |
| Běla Jurdová        | kulturní referentka Lída Višňáková               |
| Vladimír Řepa       | slévač Vojtěch Herzán z Mladé Boleslavi          |
| Rudolf Princ        | správce zotavovny Jezerka                        |
| Alena Vránová       | učitelka Marie Dobešová, vedoucí žňového útulku  |
| Eva Foustková       | uklízečka Anna Kazdová, teta Marie               |
| Růžena Šlemrová     | rekreantka Pichlová                              |
| Josef Hlinomaz      | rekreant Jeřábek, elektrotechnik z Elektry Kolín |
| Antonín Vilský      | rekreant Stehlík                                 |
| Josef Příhoda       | natěrač z Nového bytu Vošahlík                   |
| Anna Kadeřábková    | předsedkyně MNV v Javornici Řeháková             |
| Blažena Slavíčková  | poštovní úřednice                                |

## Tvůrci a štáb
- Režie: Bořivoj Zeman
- Námět: Josef Neuberg, František Vlček
- Scénář: Jaroslav Mottl, Bořivoj Zeman, Josef Neuberg, František Vlček
- Kamera: Jan Stallich
- Vedoucí výroby: Ladislav Terš
- Hudba: Dalibor C. Vačkář
- Nahrál: Filmový symfonický orchestr (řídil Otakar Pařík)
- Architekt: Jan Pacák
- Návrhy kostýmů: Karel Postřehovský
- Kostýmy: Marie Malá
- Zvuk: Emanuel Formánek, František Černý
- Střih: Josef Dobřichovský
- Asistent kamery: Bohumil Hába
- Masky: Karel Marek
- Výprava: Franta Novák
- Asistent režie: Bohumil Svoboda, Květa Ondráková

## Produkční a technické údaje
- Pracovní název: Pojeďte s námi
- Začátek natáčení: 8. července 1952
- Copyright: 1952
- Premiéra: 3. dubna 1953 (kina Alfa, Lucerna, Blaník)
- Výroba: Studio uměleckého filmu
- Distribuce: Rozdělovna filmů Československého státního filmu
- Barva: barevný
- Jazyk: čeština, slovenština
- Zvukový formát: mono
- Délka: cca 76 minut
- Ateliéry: Barrandov

## Zajímavosti
- Od své premiéry v dubnu 1953 až do 31.12.1987 vidělo film v českých kinech v rámci 18 989 představení celkem 4 259 856 diváků.[1]